# The Honor of the Camp
Pour plus de détails, voir Fiche technique et Distribution.

The Honor of the Camp est un film muet américain réalisé par Burton L. King, sorti en 1915.

## Fiche technique
- Titre : The Honor of the Camp
- Réalisation : Burton L. King
- Scénario :
- Producteur : William Selig
- Société de production : Selig Polyscope Company
- Sociétés de distribution : General Film Company (États-Unis)
- Pays d'origine :  États-Unis
- Langue : Anglais américain
- Métrage : 300 m
- Format : Noir et blanc — 35 mm — 1,33:1 — Muet
- Genre : Film dramatique
- Durée : 10 minutes
- Dates de sortie : 
  -  États-Unis : 27 avril 1915

## Distribution
- Robyn Adair : Roger Dunham
- Virginia Kirtley : Merry Waymire